# 全截面彈性散射偵測器
全截面彈性散射偵測器（英語：Total Elastic and Diffractive Cross Section Measurement）是大型強子對撞機的五個子粒子偵測器之一。 TOTEM 與 緊湊緲子線圈共構在“I5”這個對撞點。偵測器的目标是测量总截面，弹性散射，和衍射过程。

## 外部連結
- TOTEM 公開首頁（页面存档备份，存于）